# Partido Social Democrático (1987)
Partido Social Democrático foi um partido político brasileiro, fundado em 1987. Foi uma tentativa de continuidade do PSD de 1945, mas nunca chegou a atrair os membros deste último; pelo contrário, o partido atraiu vários personagens ligados á ditadura militar brasileira. O partido foi criado por César Cals, então ministro das Minas e Energia do Governo de João Figueiredo, e existiu até 2003, quando incorporado pelo PTB.

## Trajetória eleitoral
O "novo" PSD disputou sua primeira eleição em 1988, elegendo 56 vereadores e apenas 2 prefeitos, nos municípios de Paulínia e Teodoro Sampaio, em São Paulo. Não tendo conseguido emplacar a candidatura de Figueiredo na eleição presidencial de 1989, tentou lançar o também ex-presidente Jânio Quadros (que chegou a se filiar ao partido em maio), que no entanto abriu mão de participar do pleito. A alternativa foi escolher o então presidente da União Democrática Ruralista, Ronaldo Caiado, então com 39 anos (faria 40 durante a campanha) e que faria sua estreia como candidato a cargos eletivos.
Coligado com o inexpressivo PDN - que lançou Camilo Calazans para vice na chapa, Caiado fez duras críticas aos adversários, principalmente a Luiz Inácio Lula da Silva, do PT, a quem acusou de ter recebido dinheiro da empreiteira Lubeca em troca da aprovação de um projeto na prefeitura de São Paulo. Ele ainda prometeu que colocaria os integrantes do Movimento dos Sem-Terra na cadeia se fosse eleito, em resposta à invasão da fazenda Europa, administrada pelos familiares do candidato. No primeiro turno, recebeu 488.872 votos, ficando na décima posição, e apoiou Fernando Collor no segundo turno.
Em 1990, elegeu apenas um deputado federal e 2 estaduais. Dois anos depois, o partido já possuía 101 prefeitos, 6 deputados federais e 20 estaduais, porém ainda em 1992 chegou a ter 20 parlamentares, o que rendeu acusações de aliciamento em troca de dinheiro. Os líderes do esquema eram Onaireves Moura (Paraná), Nobel Moura (Rondônia) e Itsuo Takayama (Mato Grosso), cassados em 1993.
Nas eleições presidenciais de 1994, o PSD coligou-se com o PMDB para apoiar a candidatura de Orestes Quércia, que ficou na quarta posição. Em nível estadual, conquistou 3 cadeiras na Câmara dos Deputados e 22 nas Assembleias Legislativas. O destaque entre os candidatos a governador ficou no pleito do Rio de Janeiro, onde o general Newton Cruz recebeu 873.925 votos, ficando em terceiro lugar. Ele ainda tentou concorrer à prefeitura da capital fluminense em 1996, mas o partido retirou a candidatura do general para apoiar Sérgio Cabral Filho, então no PSDB. A atitude fez com que Newton Cruz deixasse o PSD e apoiasse Luiz Paulo Conde, do PFL. Não conseguiu eleger nenhum prefeito nas eleições municipais.

## Últimas eleições e fusão com o PTB
O partido, já presidido na época por Nabi Abi Chedid (falecido em 2006) ainda disputou as eleições de 1998, 2000 e 2002, com desempenho razoável nas urnas. Em 2003, incorporou-se ao PTB.

## Desempenho eleitoral

### Eleições presidenciais
| Ano  | Imagem          | Candidato(a) a Presidente        | Candidato(a) a Vice-Presidente | Coligação                                               | Votos               | Posição |
| ---- | --------------- | -------------------------------- | ------------------------------ | ------------------------------------------------------- | ------------------- | ------- |
| 1989 |                 | Ronaldo Caiado (PSD)             | Camilo Calazans (PDN)          | União Cidade e Campo (PSD e PDN)                        | 488.893 (0,72%)     | 10ª     |
| 1994 | Orestes Quércia | Orestes Quércia (PMDB)           | Iris de Araújo (PMDB)          | Desenvolvimento do Brasil (PMDB e PSD)                  | 2.772.121 (4,38%)   | 4ª      |
| 1998 |                 | Fernando Henrique Cardoso (PSDB) | Marco Maciel (PFL)             | União, Trabalho e Progresso (PSDB, PFL, PPB, PTB e PSD) | 35 936 540 (53,06%) | 1ª      |

### Candidaturas Municipais

#### Eleições 2000
| Cidade | Candidato a Prefeito | Candidato a Vice-prefeito | Coligação                           | T.  | Votos   | %      | P.  |
| ------ | -------------------- | ------------------------- | ----------------------------------- | --- | ------- | ------ | --- |
| Belém  | Duciomar Costa (PSD) | Luís Afonso Sefer (PL)    | Unidos Por Belém (PSD, PL, PDT, PV) | 1.º | 188.234 | 30,19% | 2.º |
| Belém  | Duciomar Costa (PSD) | Luís Afonso Sefer (PL)    | Unidos Por Belém (PSD, PL, PDT, PV) | 1.º | 316.279 | 49,25% | 2.º |